# Тромсё
Тро́мсё (норв.  Tromsø МФА: [²trʊmsœ]о файле, сев.‑саам. Romsa, квен. Tromssa) — город и коммуна в Норвегии, административный центр фюльке Тромс.
Муниципалитет Тромсё занимает большую территорию за пределами города. Тромсё — девятый по числу жителей город Норвегии. Центр города находится на небольшом острове Тромсёя (его площадь составляет 22 км²), почти на 400 км севернее полярного круга. Здесь находятся самые северные в мире ботанический сад, пивоваренный завод, футбольный клуб и планетарий.
В августе 2014 года в Тромсё проходила 41-я Шахматная Олимпиада.

## История
Поселения на месте Тромсё существовали со времен эпохи последнего оледенения в железном веке. Первая церковь в Тромсё была построена в 1252 году. В средневековых хрониках упоминается как крепость для защиты от поморов, занимавших земли на северо-востоке нынешней Норвегии. Статус города Тромсё получил в 1794 году. В XIX веке значение города возрастает с учреждением кафедры епископа (1834), открытием педагогического колледжа (1848) и судоремонтной верфи (1872). После окончания гражданской войны в России Тромсё использовался как первый лагерь русских беженцев в конце февраля 1920 года. После оформления всех необходимых документов и карантина, в марте беженцы переехали в лагерь в районе города Тронхейм. Во время Второй мировой войны в городе временно находилось Правительство Норвегии. Тромсё не пострадал от войны, хотя неподалёку от города был затоплен немецкий линкор «Тирпиц», на котором погибли почти 1000 немецких моряков. В 1964 году открылся аэропорт, в 1972 году — университет.

## Климат
Обычно в Тромсё зимой выпадает много снега. Зимой 1996/1997 года метеорологическая служба Тромсё зафиксировала рекорд снежного покрова, который 29 апреля достиг 240 см. Температурный минимум составляет −18,4 °C, средняя температура января равна −4,4 °C. Такой мягкий климат в этих широтах объясняется близостью Гольфстрима. Лето довольно прохладное, среднесуточная температура июля составляет 12 °C; дневная температура чуть выше и колеблется от 9 до 25 °C. В 1972 году был зафиксирован температурный рекорд — +30,2 °C.
| Показатель                            | Янв.  | Фев.  | Март | Апр.  | Май  | Июнь | Июль | Авг. | Сен. | Окт. | Нояб. | Дек.  | Год   |
| ------------------------------------- | ----- | ----- | ---- | ----- | ---- | ---- | ---- | ---- | ---- | ---- | ----- | ----- | ----- |
| Абсолютный максимум, °C               | 8,4   | 8,2   | 9,1  | 15,6  | 24,1 | 29,9 | 30,2 | 27,4 | 22,4 | 17,2 | 12,3  | 9,7   | 30,2  |
| Средний суточный максимум, °C         | −2,2  | −2,1  | −0,4 | 2,7   | 7,5  | 12,5 | 15,3 | 13,9 | 9,3  | 4,7  | 0,7   | −1,3  | 5,1   |
| Средняя температура, °C               | −4,4  | −4,2  | −2,7 | 0,3   | 4,8  | 9,1  | 11,8 | 10,8 | 6,7  | 2,7  | −1,1  | −3,3  | 2,5   |
| Средний суточный минимум, °C          | −6,5  | −6,5  | −5,1 | −2,3  | 2,0  | 6,1  | 8,7  | 7,8  | 4,5  | 0,7  | −3    | −5,4  | 0,1   |
| Абсолютный минимум, °C                | −18,3 | −18,4 | −17  | −14,7 | −6,5 | −2,5 | 0,7  | 1,1  | −4,3 | −9,6 | −12,5 | −16,8 | −18,4 |
| Норма осадков, мм                     | 95    | 87    | 72   | 64    | 48   | 59   | 77   | 82   | 102  | 131  | 108   | 106   | 1031  |
| Температура воды, °C                  | 5     | 5     | 5    | 5     | 6    | 8    | 10   | 11   | 10   | 8    | 7     | 6     | 7     |
| Источник: eKlima, World Climate Guide |       |       |      |       |      |      |      |      |      |      |       |       |       |

## Организация дорожного движения и туннели
Кроме основного подводного тоннеля через фьорд под городом проходит множество подземных автомобильных тоннелей, по которым можно легко попасть из одной части города в другую, но их высота позволяет ездить по ним далеко не всем автомобилям в связи с ограничениями по высоте. Въезды в тоннели находятся прямо на улицах города .

## Население

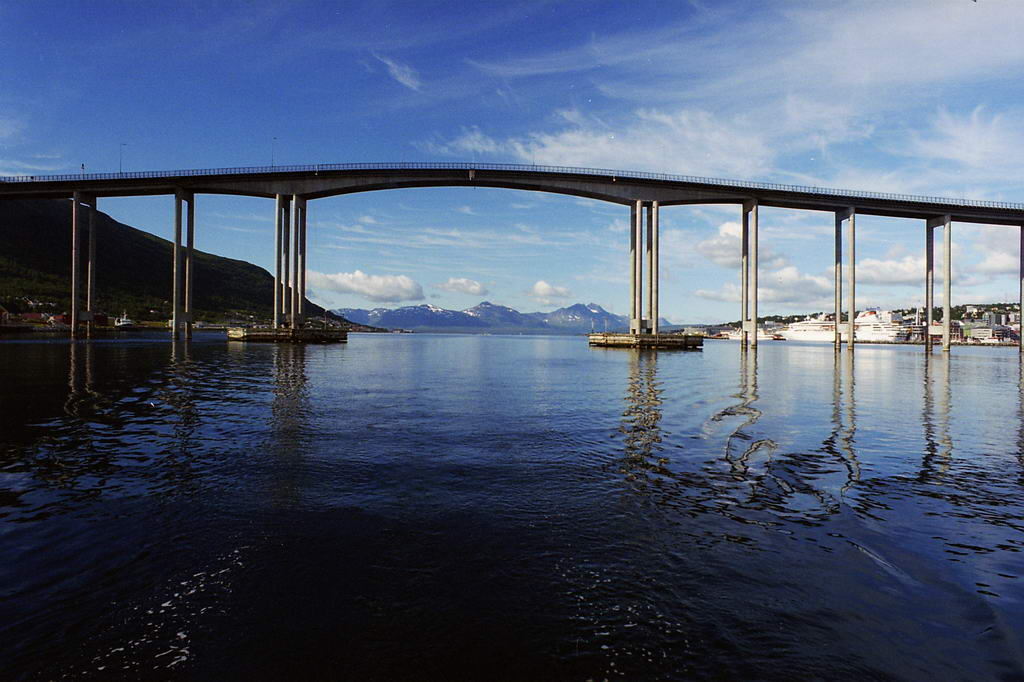
Тромсёйский мост

Население Тромсё составляет 76 974 человек (2020). В Тромсё проживают представители более ста национальностей (139 в 2020 г.). Наибольшее число мигрантов в городе родились в Польше (1033 человек), России (637), Германии (625), Швеции (615), Сирии (598), Сомали (487), Эритрее (411) и Финляндии (408). У саамов в городе есть свой детский сад и языковая школа.

## Спорт
В Тромсё существует несколько футбольных клубов, из которых наиболее важными являются «Тромсё», который играет в Типпелиган (высшем дивизионе чемпионата Норвегии), и «Тромсдален», выступающий в Адекколиган (втором по значимости дивизионе). Женский футбольный клуб «Флейя» также выступает в высшем дивизионе.
В высших лигах Норвегии выступают также баскетбольный клуб «Тромсё Сторм» и волейбольные команды «БК Тромсё» (мужчины) и «Тромсё Воллей» (женщины)

## Достопримечательности
- Собор Пресвятой Девы Марии — самый северный католический кафедральный собор в мире
- Кафедральный собор — единственный деревянный собор в Норвегии
- Церковь прихода Тромсдален — лютеранская церковь в модернистском стиле, построенная в 1965 году
- Тромсёйский мост — первый в Норвегии рамно-консольный мост, один из крупнейших мостов такого типа в Северной Европе

| - Церковь прихода Тромсдален - Вид на Тромсё с горы Флёйя |

## Культура

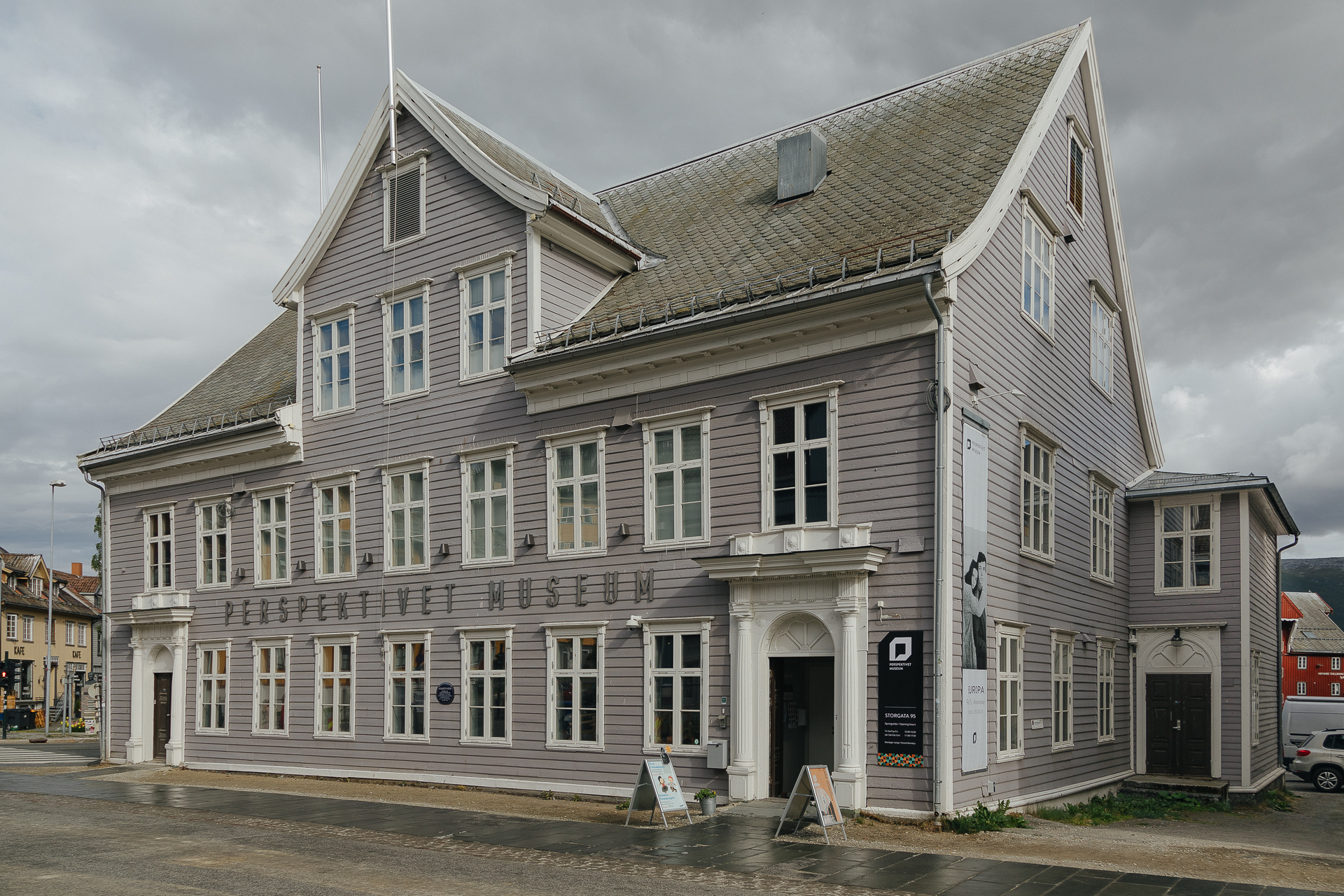
Музей «Перспектива»

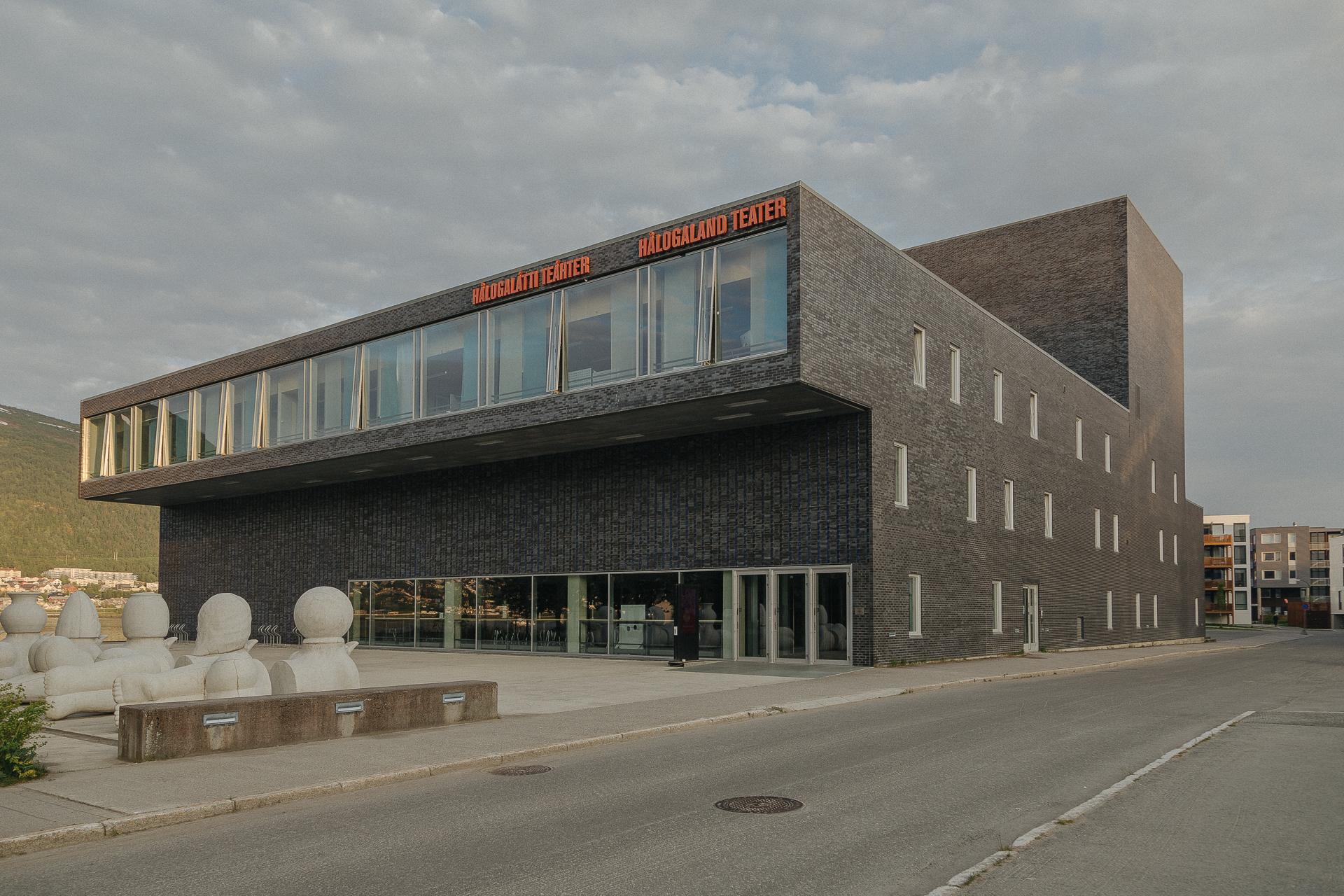
Театр Халогаланд

Будучи крупнейшим городом Северной Норвегии, Тромсё также является культурным центром этого региона. Город привлек к себе международное внимание, когда 11 июня 2005 г. в нём состоялся один из шести 46664 концертов, посвящённых проблемам ВИЧ и СПИД. Торбьерн Брундтланд и Свейн Берге из электронного дуэта Röyksopp и Лене Марлин выросли и начали свою карьеру в Тромсё. Исполнитель электронной музыки в жанре эмбиент Гейр Дженнсен, известный как Biosphere, родился в Тромсё.
Многие культурные мероприятия города проходят в Культурном центре (норв. Kulturhuset), включая концерты Норвежского арктического филармонического оркестра. В Тромсё также есть профессиональная театральная труппа, выступающая с 2005 года в новом здании театра Халогаланд (норв. Hålogaland Teater). В городе есть несколько музеев, в том числе Художественный музей Северной Норвегии (норв. Nordnorsk Kunstmuseum), Галерея современного искусства Тромсё (норв. Tromsø Kunstforening) и музей «Перспектива», посвященный Коре Сандел и документальной фотографии.
Техно-сцена Тромсё является родиной многих самых важных исполнителей электронной музыки Норвегии, а Тромсё был ведущим городом на ранних стадиях хаус- и техно-сцены в Норвегии в конце 1980-х годов.
В городе есть две местные газеты: Bladet Tromsø и Nordlys. Штаб-квартира Арктического совета находится в Тромсё.

## Города-побратимы
| - Кеми (Финляндия, с 1940) - Лулео (Швеция, 1950) - Рингкёбинг (Дания, 1950) - Гримсби (Великобритания, 1961) - Пуна (Индия, 1966) | - Анкоридж (США, 1969) - Загреб (Хорватия, 1971) - / Мурманск (СССР/Россия, 1972—2022) (расторгнуто) - Кесальтенанго (Гватемала, 1999) - Газа (Палестинская автономия, 2001) |

Соглашение о городах-побратимах с Мурманском расторгнуто городом Тромсё в октябре 2022 г. после вторжения России на Украину в феврале 2022 г.